# Paedophryne amauensis
Paedophryne amauensis e нов за науката вид новогвинейска жаба, който към момента на откриването си е и гръбначното животно с най-малки размери на Земята. Видът е открит през август 2009 година, но формално е описан като нов през януари 2012 г. Тялото е с дължина едва 7,7 mm. Обитава източната част на остров Нова Гвинея.

## Откриване
Жабчето е открито през август 2009 от професора по биология Кристофър Остин, който работи в отдела по херпетология на Музея по естествена история на Луизиана при експедиция за откриване на нови видове в Папуа-Нова Гвинея. Видът е открит близо до село Амау в Централната провинция на страната. Откритието е публикувано в научното списание PLoS ONE в броя му от януари 2012 г.

## Морфологични особености
P. amauensis е с близо милиметър по-къса от дотогава известния рекорд за най-малък гръбначен организъм, индонезийската рибка Paedocypris progenetica. Известно е, че жабата живее на земята и през жизнения си цикъл не преминава фаза на попова лъжичка. Хранят се с дребни безгръбначни. Способни са да скачат до 30 пъти над дължината на тялото си. Мъжките издават звуци подобно на насекомо с честота 8400 – 9400 Hz.